# Segne du, Maria
Segne du, Maria ist ein römisch-katholisches Marienlied. Es geht auf ein Gedicht von Cordula Wöhler zurück, die es 1870 während ihrer Konversion vom protestantischen zum katholischen Glauben verfasste.

## Geschichte

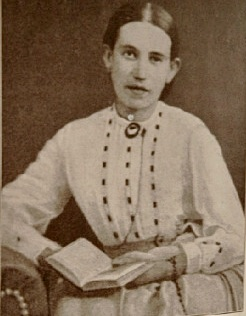
Cordula Wöhler, Fotografie 1868

Die evangelisch-lutherische Pfarrerstochter Cordula Wöhler befand sich um 1870 in Auseinandersetzungen mit ihrer Familie, nachdem ihr Wunsch nach einer Konversion zum Katholizismus bekannt geworden war. In dieser Situation entstand am 31. Mai 1870 ein Hymnus an die Gottesmutter Maria, die Wöhler besonders verehrte. Das Gedicht wurde später von Karl Kindsmüller (1876–1955) vertont. Als Erstdruck der Melodie gilt ein Andachtsblatt, dessen Imprimatur auf den 2. Juni 1916 datiert ist. Eine andere Melodie, die Josef Poll (1873–1955) im katholischen Mädchenliederbuch (Regensburg 1919) vorgeschlagen hatte, konnte sich nicht durchsetzen.
Vor allem in Bayern, Österreich und Tirol zählt das Lied zu den wichtigsten deutschsprachigen Marienliedern und war vor 1975 in den meisten süddeutschen Diözesangesangbüchern enthalten. 1937 war es im katholischen deutschen Militärgesangbuch abgedruckt. In die Listen von Einheitsliedern wurde es jedoch nicht aufgenommen, ebenfalls nicht in das 1975 erschienene Gebet- und Gesangbuch Gotteslob, wenn auch in diverse Regionalteile (zum Beispiel im Bistum Würzburg und Speyer). Bei einer Umfrage des Deutschen Liturgischen Instituts (2003) war es das meistgewünschte und im bisherigen Gotteslob am meisten vermisste Lied. In der Neuausgabe des Gotteslob (2013) wurde es daher wieder aufgenommen und ist dort unter Nr. 535 geführt.

## Fassungen
Die „Lichtenhäger Urfassung“ Cordula Wöhlers bietet fünf Strophen. Die Gesangstraditionen können davon abweichen: Eine bayerische Tradition kennt vier Strophen, eine österreichische ebenfalls fünf. Insgesamt sind 14 verschiedene Strophen mit unklarer Herkunft bekannt, darunter auch einige für Priester, für Primizfeiern oder Priesterjubiläen, für Ehepaare. Das Gotteslob (2013) bietet drei Strophen, in der Vertonung des Regensburger Kirchenmusikers Karl Kindsmüller.
| Lichtenhäger Urfassung (1870) | Text des Liedes im Gotteslob (2013) |
| --- | --- |
| Segne du, Maria, segne mich, dein Kind! Nur durch Muttersegen Kinder glücklich sind! Segne all’ mein Denken, Streben, Sein und Tun, lass in deinem Segen Tag und Nacht mich ruh’n! Segne du, Maria, alle, die mir lieb, Deinen Gnadensegen ihnen täglich gib; deine Mutterhände breit auf alle aus, segne alle Herzen, segne jedes Haus! Segne du, Maria, die mir wohlgetan. Lass für ihre Treue sie den Lohn empfah’n. Was sie mir erwiesen, o, vergilt’ es du, jede Gnadengabe wende ihnen zu! Segne du, Maria, die so weh mir tun, die so tief mich kränken und verwunden nun! Bringe sie zum Frieden und zum wahren Heil, gib am wahren Glauben einst auch ihnen Teil! Segne du, Maria, uns’re letzte Stund’! Süße Trostesworte flüst’re dann dein Mund! Deine Hand, die linde, drück das Aug’ uns zu, Bleib’ in Tod und Leben unser Segen – du! | Segne du, Maria, segne mich, dein Kind, dass ich hier den Frieden, dort den Himmel find! Segne all mein Denken, segne all mein Tun, lass in deinem Segen Tag und Nacht mich ruhn! Segne du, Maria, alle, die mir lieb, deinen Muttersegen ihnen täglich gib! Deine Mutterhände breit auf alle aus, segne alle Herzen, segne jedes Haus! Segne du, Maria, unsre letzte Stund! Süße Trostesworte flüstre dann der Mund! Deine Hand, die linde, drück das Aug uns zu, bleib im Tod und Leben unser Segen du! |